# Copa Heineken 2000–01
A Copa Heineken 2000-01 foi a 6ª edição do evento e foi vencida pela equipa Inglêsa do Leicester Tigers.

## Times
Os 24 times foram divididos em 6 grupos de 4 equipes e jogaram em turno de ida e de volta.
Os vencedores e os dois melhores segundos classificados avançaram para as quartas de final.
| França | Inglaterra                                                                                             | País de Gales                                                           | Escócia                           | Irlanda                                         | Itália                        |
| --- | --- | ----------------------------------------------------------------------- | --------------------------------- | ----------------------------------------------- | ----------------------------- |
| - Biarritz Olympique - Stade Français - Stade Toulousain - Castres Olympique - US Colomiers - Section Paloise Pau | - Northampton Saints - London Wasps - Saracens F.C. - Bath Rugby - Gloucester Rugby - Leicester Tigers | - Cardiff RFC - Llanelli RFC - Neath RFC - Pontypridd RFC - Swansea RFC | - Edinburgh Rugby - Glasgow Rugby | - Leinster Rugby - Ulster Rugby - Munster Rugby | - L'Aquila Rugby - Rugby Roma |

## Primeira fase

### 1 Grupo
| 6 outubro, 2000 |         |                |          |
| Edinburgh Rugby | 29 - 21 | Leinster Rugby | Myreside |
|                 |         |                | Myreside |

| 7 outubro, 2000    |         |                    |                          |
| Biarritz Olympique | 37 - 30 | Northampton Saints | Parc des Sports Aguilera |
|                    |         |                    | Parc des Sports Aguilera |

| 13 outubro, 2000 |        |                    |           |
| Leinster Rugby   | 35 - 9 | Biarritz Olympique | Ravenhill |
|                  |        |                    | Ravenhill |

| 14 outubro, 2000   |         |                 |                    |
| Northampton Saints | 22 - 23 | Edinburgh Rugby | Franklin's Gardens |
|                    |         |                 | Franklin's Gardens |

| 21 outubro, 2000   |        |                |                    |
| Northampton Saints | 8 - 14 | Leinster Rugby | Franklin's Gardens |
|                    |        |                | Franklin's Gardens |

| 21 outubro, 2000   |         |                 |                          |
| Biarritz Olympique | 29 - 18 | Edinburgh Rugby | Parc des Sports Aguilera |
|                    |         |                 | Parc des Sports Aguilera |

| 27 outubro, 2000 |         |                    |            |
| Edinburgh Rugby  | 27 - 35 | Biarritz Olympique | Netherdale |
|                  |         |                    | Netherdale |

| 27 outubro, 2000 |         |                    |            |
| Leinster Rugby   | 40 - 31 | Northampton Saints | Donnybrook |
|                  |         |                    | Donnybrook |

| 12 janeiro, 2001 |         |                 |            |
| Leinster Rugby   | 34 - 34 | Edinburgh Rugby | Donnybrook |
|                  |         |                 | Donnybrook |

| 13 janeiro, 2001   |         |                    |                    |
| Northampton Saints | 32 - 24 | Biarritz Olympique | Franklin's Gardens |
|                    |         |                    | Franklin's Gardens |

| 19 janeiro, 2001 |         |                    |             |
| Edinburgh Rugby  | 18 - 15 | Northampton Saints | Murrayfield |
|                  |         |                    | Murrayfield |

| 20 janeiro, 2001   |         |                |                          |
| Biarritz Olympique | 30 - 10 | Leinster Rugby | Parc des Sports Aguilera |
|                    |         |                | Parc des Sports Aguilera |

| Time               | J | V | E | D | PF  | PC  | PD  | TF | TC | Pts |
| ------------------ | - | - | - | - | --- | --- | --- | -- | -- | --- |
| Biarritz Olympique | 6 | 4 | 0 | 2 | 164 | 152 | 12  | 13 | 20 | 8   |
| Leinster Rugby     | 6 | 3 | 1 | 2 | 154 | 141 | 13  | 17 | 12 | 7   |
| Edinburgh Rugby    | 6 | 3 | 1 | 2 | 149 | 156 | -7  | 13 | 14 | 7   |
| Northampton Saints | 6 | 1 | 0 | 5 | 138 | 156 | -18 | 17 | 14 | 2   |

### 2 Grupo
| 7 outubro, 2000 |         |              |            |
| Swansea RFC     | 54 - 28 | London Wasps | St Helen's |
|                 |         |              | St Helen's |

| 7 outubro, 2000 |        |                |                  |
| Stade Français  | 92 - 7 | L'Aquila Rugby | Stade Jean Bouin |
|                 |        |                | Stade Jean Bouin |

| 14 outubro, 2000 |         |                |            |
| Swansea RFC      | 18 - 16 | Stade Français | St Helen's |
|                  |         |                | St Helen's |

| 15 outubro, 2000 |        |              |                         |
| L'Aquila Rugby   | 10 -39 | London Wasps | Stadio Comunale Frattem |
|                  |        |              | Stadio Comunale Frattem |

| 21 outubro, 2000 |         |              |                  |
| Stade Français   | 40 - 10 | London Wasps | Stade Jean Bouin |
|                  |         |              | Stade Jean Bouin |

| 22 outubro, 2000 |        |             |                        |
| L'Aquila Rugby   | 6 - 70 | Swansea RFC | Stadio Tommaso Fattori |
|                  |        |             | Stadio Tommaso Fattori |

| 28 outubro, 2000 |        |                |            |
| Swansea RFC      | 73 - 3 | L'Aquila Rugby | St Helen's |
|                  |        |                | St Helen's |

| 29 outubro, 2000 |         |                |                     |
| London Wasps     | 28 - 31 | Stade Français | Loftus Road Stadium |
|                  |         |                | Loftus Road Stadium |

| 13 janeiro, 2001 |        |                |                        |
| L'Aquila Rugby   | 7 - 76 | Stade Français | Stadio Tommaso Fattori |
|                  |        |                | Stadio Tommaso Fattori |

| 14 janeiro, 2001 |         |             |                     |
| London Wasps     | 28 - 16 | Swansea RFC | Loftus Road Stadium |
|                  |         |             | Loftus Road Stadium |

| 20 janeiro, 2001 |         |             |                  |
| Stade Français   | 42 - 13 | Swansea RFC | Stade Jean Bouin |
|                  |         |             | Stade Jean Bouin |

| 21 janeiro, 2001 |        |                |                     |
| London Wasps     | 42 - 5 | L'Aquila Rugby | Loftus Road Stadium |
|                  |        |                | Loftus Road Stadium |

| Time           | J | V | E | D | PF  | PC  | PD   | TF | TC | Pts |
| -------------- | - | - | - | - | --- | --- | ---- | -- | -- | --- |
| Stade Français | 6 | 5 | 0 | 1 | 297 | 85  | 212  | 36 | 4  | 10  |
| Swansea RFC    | 6 | 4 | 0 | 2 | 244 | 123 | 121  | 28 | 11 | 8   |
| London Wasps   | 6 | 3 | 0 | 3 | 175 | 156 | 19   | 20 | 14 | 6   |
| L'Aquila Rugby | 6 | 0 | 0 | 6 | 40  | 392 | -352 | 3  | 58 | 0   |

### 3 Grupo
| 6 outubro, 2000 |         |             |           |
| Ulster Rugby    | 32 - 23 | Cardiff RFC | Ravenhill |
|                 |         |             | Ravenhill |

| 7 outubro, 2000  |         |          |                           |
| Stade Toulousain | 22 - 32 | Saracens | Stade Municipal, Toulouse |
|                  |         |          | Stade Municipal, Toulouse |

| 14 outubro, 2000 |         |                  |                   |
| Cardiff RFC      | 26 - 17 | Stade Toulousain | Cardiff Arms Park |
|                  |         |                  | Cardiff Arms Park |

| 15 outubro, 2000 |         |              |               |
| Saracens         | 55 - 25 | Ulster Rugby | Vicarage Road |
|                  |         |              | Vicarage Road |

| 21 outubro, 2000 |         |             |               |
| Saracens         | 23 - 32 | Cardiff RFC | Vicarage Road |
|                  |         |             | Vicarage Road |

| 22 outubro, 2000 |         |              |                           |
| Stade Toulousain | 35 - 35 | Ulster Rugby | Stade Municipal, Toulouse |
|                  |         |              | Stade Municipal, Toulouse |

| 27 outubro, 2000 |         |          |                   |
| Cardiff RFC      | 24 - 14 | Saracens | Cardiff Arms Park |
|                  |         |          | Cardiff Arms Park |

| 27 outubro, 2000 |         |                  |           |
| Ulster Rugby     | 25 - 29 | Stade Toulousain | Ravenhill |
|                  |         |                  | Ravenhill |

| 12 janeiro, 2001 |         |              |                   |
| Cardiff RFC      | 42 - 16 | Ulster Rugby | Cardiff Arms Park |
|                  |         |              | Cardiff Arms Park |

| 14 janeiro, 2001 |         |                  |               |
| Saracens         | 37 - 30 | Stade Toulousain | Vicarage Road |
|                  |         |                  | Vicarage Road |

| 19 janeiro, 2001 |         |          |           |
| Ulster Rugby     | 13 - 21 | Saracens | Ravenhill |
|                  |         |          | Ravenhill |

| 20 janeiro, 2001 |         |             |                  |
| Stade Toulousain | 38 - 27 | Cardiff RFC | Les Sept Deniers |
|                  |         |             | Les Sept Deniers |

| Time             | J | V | E | D | PF  | PC  | PD  | TF | TC | Pts |
| ---------------- | - | - | - | - | --- | --- | --- | -- | -- | --- |
| Cardiff RFC      | 6 | 4 | 0 | 2 | 174 | 140 | 34  | 14 | 13 | 8+  |
| Saracens         | 6 | 4 | 0 | 2 | 182 | 146 | 36  | 18 | 13 | 8   |
| Stade Toulousain | 6 | 2 | 1 | 3 | 171 | 182 | -11 | 19 | 15 | 5   |
| Ulster Rugby     | 6 | 1 | 1 | 4 | 146 | 205 | -59 | 11 | 21 | 3   |

+ O primeiro lugar foi do Cardiff, como o primeiro critério de desempate foi o resultado nas duas partidas entre as equipas

### 4 Grupo
| 7 outubro, 2000 |         |             |              |
| Munster Rugby   | 26 - 18 | Newport RFC | Thomond Park |
|                 |         |             | Thomond Park |

| 7 outubro, 2000 |         |                   |                       |
| Bath Rugby      | 25 - 13 | Castres Olympique | The Recreation Ground |
|                 |         |                   | The Recreation Ground |

| 13 outubro, 2000 |         |            |               |
| Newport RFC      | 28 - 17 | Bath Rugby | Rodney Parade |
|                  |         |            | Rodney Parade |

| 14 outubro, 2000  |         |               |                      |
| Castres Olympique | 29 - 32 | Munster Rugby | Stade Pierre Antoine |
|                   |         |               | Stade Pierre Antoine |

| 21 outubro, 2000 |        |            |              |
| Munster Rugby    | 31 - 9 | Bath Rugby | Thomond Park |
|                  |        |            | Thomond Park |

| 21 outubro, 2000 |         |                   |               |
| Newport RFC      | 21 - 20 | Castres Olympique | Rodney Parade |
|                  |         |                   | Rodney Parade |

| 28 outubro, 2000 |        |               |                       |
| Bath Rugby       | 18 . 5 | Munster Rugby | The Recreation Ground |
|                  |        |               | The Recreation Ground |

| 28 outubro, 2000  |         |             |                      |
| Castres Olympique | 43 - 21 | Newport RFC | Stade Pierre Antoine |
|                   |         |             | Stade Pierre Antoine |

| 13 janeiro, 2001  |         |            |                      |
| Castres Olympique | 19 - 32 | Bath Rugby | Stade Pierre Antoine |
|                   |         |            | Stade Pierre Antoine |

| 13 janeiro, 2001 |         |               |               |
| Newport RFC      | 24 - 39 | Munster Rugby | Rodney Parade |
|                  |         |               | Rodney Parade |

| 20 janeiro, 2001 |        |                   |               |
| Munster Rugby    | 21 - 9 | Castres Olympique | Musgrave Park |
|                  |        |                   | Musgrave Park |

| 23 janeiro, 2001 |         |             |                       |
| Bath Rugby       | 38 - 10 | Newport RFC | The Recreation Ground |
|                  |         |             | The Recreation Ground |

| Time              | J | V | E | D | PF  | PC  | PD  | TF | TC | Pts |
| ----------------- | - | - | - | - | --- | --- | --- | -- | -- | --- |
| Munster Rugby     | 6 | 5 | 0 | 1 | 154 | 109 | 45  | 15 | 7  | 10  |
| Bath Rugby        | 6 | 4 | 0 | 2 | 139 | 106 | 33  | 14 | 11 | 8   |
| Newport RFC       | 6 | 2 | 0 | 4 | 122 | 183 | -61 | 10 | 22 | 4   |
| Castres Olympique | 6 | 1 | 0 | 5 | 135 | 152 | -17 | 14 | 13 | 2   |

### 5 Grupo
| 6 outubro, 2000   |         |                  |              |
| Llanelli Scarlets | 20 - 27 | Gloucester Rugby | Stradey Park |
|                   |         |                  | Stradey Park |

| 7 outubro, 2000 |        |              |                    |
| Rugby Roma      | 5 - 14 | US Colomiers | Stadio Tre Fontane |
|                 |        |              | Stadio Tre Fontane |

| 14 outubro, 2000 |       |                   |              |
| US Colomiers     | 6- 19 | Llanelli Scarlets | Stade Selery |
|                  |       |                   | Stade Selery |

| 15 outubro, 2000 |         |            |           |
| Gloucester Rugby | 52 - 12 | Rugby Roma | Kingsholm |
|                  |         |            | Kingsholm |

| 21 outubro, 2000  |        |            |              |
| Llanelli Scarlets | 46 - 0 | Rugby Roma | Stradey Park |
|                   |        |            | Stradey Park |

| 21 outubro, 2000 |         |              |           |
| Gloucester Rugby | 22 - 22 | US Colomiers | Kingsholm |
|                  |         |              | Kingsholm |

| 28 outubro, 2000 |         |                  |              |
| US Colomiers     | 30 - 19 | Gloucester Rugby | Stade Selery |
|                  |         |                  | Stade Selery |

| 28 outubro, 2000 |         |                   |                 |
| Rugby Roma       | 21 - 41 | Llanelli Scarlets | Stadio Flaminio |
|                  |         |                   | Stadio Flaminio |

| 13 janeiro, 2001 |         |                   |           |
| Gloucester Rugby | 28 - 27 | Llanelli Scarlets | Kingsholm |
|                  |         |                   | Kingsholm |

| 13 janeiro, 2001 |         |            |              |
| US Colomiers     | 55 - 21 | Rugby Roma | Stade Selery |
|                  |         |            | Stade Selery |

| 19 janeiro, 2001  |         |              |              |
| Llanelli Scarlets | 34 - 21 | US Colomiers | Stradey Park |
|                   |         |              | Stradey Park |

| 20 janeiro, 2001 |         |                  |                    |
| Rugby Roma       | 29 - 38 | Gloucester Rugby | Stadio Tre Fontane |
|                  |         |                  | Stadio Tre Fontane |

| Time              | J | V | E | D | PF  | PC  | PD   | TF | TC | Pts |
| ----------------- | - | - | - | - | --- | --- | ---- | -- | -- | --- |
| Gloucester Rugby  | 6 | 4 | 1 | 1 | 186 | 140 | 46   | 13 | 11 | 9   |
| Llanelli Scarlets | 6 | 4 | 0 | 2 | 187 | 103 | 84   | 18 | 8  | 8   |
| US Colomiers      | 6 | 3 | 1 | 2 | 148 | 120 | 28   | 14 | 11 | 7   |
| Rugby Roma        | 6 | 0 | 0 | 6 | 88  | 246 | -158 | 10 | 25 | 0   |

### 6 Grupo
| 7 outubro, 2000 |         |               |             |
| Pontypridd RFC  | 40 - 25 | Glasgow Rugby | Sardis Road |
|                 |         |               | Sardis Road |

| 7 outubro, 2000  |         |     |              |
| Leicester Tigers | 46 - 18 | Pau | Welford Road |
|                  |         |     | Welford Road |

| 14 outubro, 2000 |        |                |                 |
| Pau              | 12 - 9 | Pontypridd RFC | Stade de Hameau |
|                  |        |                | Stade de Hameau |

| 15 outubro, 2000 |         |                  |           |
| Glasgow Rugby    | 21 - 33 | Leicester Tigers | Hughenden |
|                  |         |                  | Hughenden |

| 20 outubro, 2000 |         |                  |             |
| Pontypridd RFC   | 18 - 11 | Leicester Tigers | Sardis Road |
|                  |         |                  | Sardis Road |

| 22 outubro, 2000 |         |     |           |
| Glasgow Rugby    | 24 - 46 | Pau | Hughenden |
|                  |         |     | Hughenden |

| 28 outubro, 2000 |         |               |                 |
| Pau              | 44 - 16 | Glasgow Rugby | Stade de Hameau |
|                  |         |               | Stade de Hameau |

| 28 outubro, 2000 |         |                |              |
| Leicester Tigers | 27 - 19 | Pontypridd RFC | Welford Road |
|                  |         |                | Welford Road |

| 13 janeiro, 2001 |       |                  |                 |
| Pau              | 3 -20 | Leicester Tigers | Stade de Hameau |
|                  |       |                  | Stade de Hameau |

| 14 janeiro, 2001 |         |                |                |
| Glasgow Rugby    | 25 - 23 | Pontypridd RFC | McDiarmid Park |
|                  |         |                | McDiarmid Park |

| 20 janeiro, 2001 |         |               |              |
| Leicester Tigers | 41 - 26 | Glasgow Rugby | Welford Road |
|                  |         |               | Welford Road |

| 21 janeiro, 2001 |         |     |               |
| Pontypridd RFC   | 27 - 31 | Pau | Brewery Field |
|                  |         |     | Brewery Field |

| Time             | J | V | E | D | PF  | PC  | PD  | TF | TC | Pts |
| ---------------- | - | - | - | - | --- | --- | --- | -- | -- | --- |
| Leicester Tigers | 6 | 5 | 0 | 1 | 178 | 105 | 73  | 15 | 9  | 10  |
| Pau              | 6 | 4 | 0 | 2 | 154 | 142 | 12  | 19 | 10 | 8   |
| Pontypridd RFC   | 6 | 2 | 0 | 4 | 136 | 131 | 5   | 9  | 12 | 4   |
| Glasgow Rugby    | 6 | 1 | 0 | 5 | 137 | 227 | -90 | 12 | 24 | 2   |

### Atribuição de lugares
| Vaga | Vencedores         | Pts | TF | +/−  |
| ---- | ------------------ | --- | -- | ---- |
| 1    | Stade Français     | 10  | 36 | +212 |
| 2    | Leicester Tigers   | 10  | 15 | +73  |
| 3    | Munster Rugby      | 10  | 15 | +45  |
| 4    | Gloucester Rugby   | 9   | 13 | +46  |
| 5    | Cardiff RFC        | 8   | 18 | +36  |
| 6    | Biarritz Olympique | 8   | 13 | +12  |
| Vaga | Segundos           | Pts | TF | +/−  |
| 7    | Swansea RFC        | 8   | 28 | +121 |
| 8    | Pau                | 8   | 19 | +12  |
| -    | Llanelli Scarlets  | 8   | 18 | +84  |
| -    | Saracens           | 8   | 14 | +34  |
| -    | Bath Rugby         | 8   | 14 | +33  |
| -    | Edinburgh Rugby    | 7   | 17 | +13  |

## Segunda fase
|  | Quartas de final   | Quartas de final |                         |    | Semifinais | Semifinais |  |  | Final | Final |
|  |                    |                  |                         |    |            |            |  |  |       |       |
|  | Leicester          |                  |                         |    |            |            |  |  |       |       |
|  |                    |                  |                         |    |            |            |  |  |       |       |
|  | Leicester Tigers   | 41               |                         |    |            |            |  |  |       |       |
|  | Leicester Tigers   | 41               | Watford                 |    |            |            |  |  |       |       |
|  | Swansea RFC        | 10               |                         |    |            |            |  |  |       |       |
|  | Swansea RFC        | 10               | Leicester Tigers        | 19 |            |            |  |  |       |       |
|  | Gloucester         |                  | Leicester Tigers        | 19 |            |            |  |  |       |       |
|  |                    | Gloucester Rugby | 15                      |    |            |            |  |  |       |       |
|  | Gloucester Rugby   | Gloucester Rugby | 15                      | 21 |            |            |  |  |       |       |
|  | Gloucester Rugby   |                  | Parc des Princes, Paris | 21 |            |            |  |  |       |       |
|  | Cardiff RFC        | 15               |                         |    |            |            |  |  |       |       |
|  | Cardiff RFC        | 15               | Leicester Tigers        | 34 |            |            |  |  |       |       |
|  | Paris              |                  | Leicester Tigers        | 34 |            |            |  |  |       |       |
|  |                    | Stade Français   | 30                      |    |            |            |  |  |       |       |
|  | Stade Français     | Stade Français   | 30                      | 36 |            |            |  |  |       |       |
|  | Stade Français     | Lille            |                         | 36 |            |            |  |  |       |       |
|  | Pau                | 19               |                         |    |            |            |  |  |       |       |
|  | Pau                | 19               | Stade Français          | 16 |            |            |  |  |       |       |
|  | Limerick           |                  | Stade Français          | 16 |            |            |  |  |       |       |
|  |                    | Munster Rugby    | 15                      |    |            |            |  |  |       |       |
|  | Munster Rugby      | Munster Rugby    | 15                      | 38 |            |            |  |  |       |       |
|  | Munster Rugby      |                  |                         | 38 |            |            |  |  |       |       |
|  | Biarritz Olympique | 29               |                         |    |            |            |  |  |       |       |
|  | Biarritz Olympique | 29               |                         |    |            |            |  |  |       |       |

### Quartas-de-final
| 27 janeiro, 2001 |         |             |                       |
| Gloucester Rugby | 21 - 15 | Cardiff RFC | Kingsholm, Gloucester |
|                  |         |             | Kingsholm, Gloucester |

| 27 janeiro, 2001 |         |     |                         |
| Stade Français   | 36 - 19 | Pau | Stade Jean Bouin, Paris |
|                  |         |     | Stade Jean Bouin, Paris |

| 28 janeiro, 2001 |         |             |                         |
| Leicester Tigers | 41 - 10 | Swansea RFC | Welford Road, Leicester |
|                  |         |             | Welford Road, Leicester |

| 28 janeiro, 2001 |         |                    |                        |
| Munster Rugby    | 38 - 29 | Biarritz Olympique | Thomond Park, Limerick |
|                  |         |                    | Thomond Park, Limerick |

### Semi-finais
| 21 abril, 2001 |         |               |                     |
| Stade Français | 16 - 15 | Munster Rugby | Stadium Nord, Lille |
|                |         |               | Stadium Nord, Lille |

| 21 abril, 2001   |         |                  |                        |
| Leicester Tigers | 19 - 15 | Gloucester Rugby | Vicarage Road, Watford |
|                  |         |                  | Vicarage Road, Watford |

## Final
| 19 maio, 2001                                                                     |         | |                                                                |
| Stade Français                                                                    | 30 - 34 | Leicester Tigers                                                                                    | Parc des Princes, Paris Público: 44,000 Árbitro: David McHugh, |
| Pen: Dominguez (9) 4', 16', 21', 27', 39', 46', 57', 68', 71' Drop: Dominguez 77' |         | Tries: Lloyd (2) 41' m, 79' c Back 59' c Con: Stimpson (2) Pen: Stimpson (5) 6', 10', 30', 64', 73' | Parc des Princes, Paris Público: 44,000 Árbitro: David McHugh, |

## Campeão
| Copa Heineken 2000-01                  |
| -------------------------------------- |
| Leicester Tigers Leicester (1º título) |